# Континентальна хокейна ліга 2009—2010
Другий сезон Континентальної хокейної ліги тривав з 10 вересня 2009 по 27 квітня 2010 року. У змаганні брали участь двадцять один російський клуб і по одній команді з Білорусі, Латвії і Казахстану.

## Західна конференція
| М  | Команда               | І  | В  | ВО | ВБ | ПБ | ПО | П  | ЗШ  | ПШ  | О   |
| -- | --------------------- | -- | -- | -- | -- | -- | -- | -- | --- | --- | --- |
| 1  | СКА (Санкт-Петербург) | 56 | 36 | 1  | 3  | 3  | 3  | 10 | 192 | 118 | 122 |
| 3  | «Динамо» (Москва)     | 56 | 28 | 2  | 3  | 4  | 3  | 16 | 166 | 151 | 101 |
| 6  | «Спартак» (Москва)    | 56 | 24 | 4  | 4  | 4  | 0  | 20 | 178 | 168 | 92  |
| 7  | ЦСКА (Москва)         | 56 | 22 | 3  | 5  | 4  | 1  | 21 | 148 | 135 | 87  |
| 8  | «Динамо» (Рига)       | 56 | 23 | 1  | 3  | 4  | 3  | 22 | 174 | 175 | 84  |
| 11 | «Динамо» (Мінськ)     | 56 | 17 | 1  | 5  | 2  | 0  | 31 | 139 | 164 | 65  |

| М  | Команда                     | І  | В  | ВО | ВБ | ПБ | ПО | П  | ЗШ  | ПШ  | О   |
| -- | --------------------------- | -- | -- | -- | -- | -- | -- | -- | --- | --- | --- |
| 2  | ХК МВД (Балашиха)           | 56 | 30 | 1  | 0  | 6  | 4  | 15 | 160 | 135 | 102 |
| 4  | «Атлант» (Митищі)           | 56 | 24 | 4  | 9  | 1  | 2  | 16 | 173 | 137 | 101 |
| 5  | «Локомотив» (Ярославль)     | 56 | 26 | 3  | 2  | 4  | 4  | 17 | 163 | 132 | 96  |
| 9  | «Торпедо» (Нижній Новгород) | 56 | 22 | 1  | 1  | 1  | 4  | 27 | 154 | 163 | 75  |
| 10 | «Сєвєрсталь» (Череповець)   | 56 | 16 | 2  | 7  | 6  | 2  | 23 | 151 | 162 | 74  |
| 12 | «Витязь» (Чехов)            | 56 | 13 | 3  | 2  | 2  | 3  | 33 | 142 | 216 | 54  |

## Східна конференція
| М  | Команда                       | І  | В  | ВО | ВБ | ПБ | ПО | П  | ЗШ  | ПШ  | О   |
| -- | ----------------------------- | -- | -- | -- | -- | -- | -- | -- | --- | --- | --- |
| 2  | «Металург» (Магнітогорськ)    | 56 | 34 | 2  | 4  | 1  | 0  | 15 | 167 | 111 | 115 |
| 3  | «Ак Барс» (Казань)            | 56 | 25 | 4  | 4  | 3  | 2  | 18 | 159 | 128 | 96  |
| 4  | «Нафтохімік» (Нижньокамськ)   | 56 | 27 | 3  | 1  | 4  | 0  | 21 | 176 | 166 | 93  |
| 7  | «Трактор» (Челябінськ)        | 56 | 18 | 0  | 3  | 2  | 2  | 31 | 137 | 192 | 64  |
| 8  | «Автомобіліст» (Єкатеринбург) | 56 | 14 | 2  | 6  | 2  | 4  | 28 | 127 | 159 | 64  |
| 11 | «Лада» (Тольятті)             | 56 | 14 | 0  | 2  | 6  | 3  | 31 | 115 | 173 | 55  |

| М  | Команда                   | І  | В  | ВО | ВБ | ПБ | ПО | П  | ЗШ  | ПШ  | О   |
| -- | ------------------------- | -- | -- | -- | -- | -- | -- | -- | --- | --- | --- |
| 1  | «Салават Юлаєв» (Уфа)     | 56 | 37 | 4  | 3  | 3  | 1  | 8  | 215 | 116 | 129 |
| 5  | «Авангард» (Омськ)        | 56 | 24 | 2  | 2  | 6  | 4  | 18 | 152 | 128 | 90  |
| 6  | «Барис» (Астана)          | 56 | 20 | 5  | 1  | 6  | 1  | 23 | 169 | 173 | 79  |
| 9  | «Сибір» (Новосибірськ)    | 56 | 15 | 2  | 5  | 3  | 1  | 30 | 147 | 190 | 63  |
| 10 | «Амур» (Хабаровськ)       | 56 | 12 | 3  | 6  | 4  | 2  | 29 | 129 | 187 | 60  |
| 12 | «Металург» (Новокузнецьк) | 56 | 13 | 1  | 2  | 2  | 5  | 33 | 105 | 159 | 52  |

Найбільше очок на першому етапі набрав уфимський «Салават Юлаєв» і здобув кубок Континенту. Склад команди:
воротарі — Олександр Єременко, Віталій Колесник;
захисники — Дмитро Калінін, Кирило Кольцов, Віталій Прошкін, Олег Твердовський, Мірослав Блатяк, Ілля Горохов, Андрій Кутейкін, Максим Кондратьєв, Михайло Григор'єв;
нападники — Олександр Радулов, Патрік Торесен, Сергій Зинов'єв, Ігор Григоренко, Олександр Пережогін, Володимир Антипов, Віктор Козлов, Андрій Таратухін, Костянтин Кольцов, Олексій Медведєв, Андрій Сидякін, Міка Ханнула, Руслан Нуртдінов, Ілля Зубов, Володимир Воробйов, Петро Щасливий, Артем Гордєєв, Олександр Чиглинцев, Дмитро Цибін.
Тренер — В'ячеслав Биков.

## Найкращі бомбардири чемпіонату
| М  | Гравець            | Команда         | І  | Г  | П  | О  |
| -- | ------------------ | --------------- | -- | -- | -- | -- |
| 1  | Сергій Мозякін     | «Атлант»        | 56 | 27 | 39 | 66 |
| 2  | Максим Сушинський  | СКА             | 56 | 27 | 38 | 65 |
| 3  | Олексій Яшин       | СКА             | 56 | 18 | 46 | 64 |
| 4  | Олександр Радулов  | «Салават Юлаєв» | 54 | 24 | 39 | 63 |
| 5  | Маттіас Вейнгандль | «Динамо» М      | 56 | 26 | 34 | 60 |
| 6  | Патрік Торесен     | «Салават Юлаєв» | 56 | 24 | 33 | 57 |
| 7  | Марцел Госса       | «Динамо» Р      | 56 | 35 | 20 | 55 |
| 8  | Бранко Радівоєвич  | «Спартак»       | 56 | 18 | 37 | 55 |
| 9  | Їржі Гудлер        | «Динамо» М      | 54 | 19 | 35 | 54 |
| 10 | Сергій Зиновьєв    | «Салават Юлаєв» | 47 | 17 | 36 | 53 |
| 11 | Йозеф Штумпел      | «Барис»         | 54 | 13 | 39 | 52 |
| 12 | Максим Спиридонов  | «Барис»         | 56 | 24 | 26 | 50 |
| 13 | Олексій Морозов    | «Ак Барс»       | 50 | 26 | 23 | 49 |
| 14 | Йозеф Вашичек      | «Локомотив»     | 56 | 21 | 27 | 48 |
| 15 | Джефф Платт        | «Динамо» Мн     | 56 | 26 | 18 | 44 |

## Матч усіх зірок
30 січня в спортивно-розважальному комплексі столиці Білорусі «Мінськ-Арені» відбувся «Матч усіх зірок КХЛ». За команду Яшина виступали російські гравці клубів КХЛ, а за команду Ягра — легіонери. Вдруге перемогу здобула збірна легіонерів ліги.
| 30 січня 2010 |

| «Команда Яшина» | 8 : 11 | «Команда Ягра» |
| --- | ------ | --- |
| Заріпов (Бабчук) 02:05 Яшин (Зубов, Бабчук) 21:00 Федоров (Радулов, Калінін) 31:59 Сушинський (Яшин, Зубов) 34:52 Зубов (Бабчук, Терещенко) 38:33 Сушинський (Яшин) 39:34 Бабчук (Сушинський) 51:47 Морозов 54:30 | звіт   | 07:32 Госса 11:59 Торесен (Кукконен, Пелтонен) 13:32 Гудлер (Ягр, Вейнгандль) 14:52 Вейнгандль (Ягр, Гудлер) 26:14 Гудлер (Вейнгандль) 31:15 Штрбак (Ягр) 35:10 Госса (Штумпел, Радивоевич) 40:33 Вашичек (Пелтонен) 44:27 Пелтонен (Госса, Кукконен) 45:04 Торесен (Рахунек) 49:51 Ягр (Гудлер, Кукконен) |

| «Мінськ-Арена» Арбітр: Е. Одіньш, К. Оленін |

«Команда Яшина»:
воротарі — Георгій Гелашвілі, Андрій Мезін;
захисники — Ілля Нікулін, Сергій Зубов, Костянтин Корнєєв, Віталій Атюшов,Антон Бабчук, Дмитро Калінін;
нападники — Олександр Радулов, Максим Сушинський, Олексій Морозов, Сергій Мозякін, Денис Паршин, Сергій Федоров, Олексій Яшин (капітан), Олексій Терещенко, Даніс Заріпов, Сергій Зинов'єв.
Головний тренер — Андрій Хомутов («Динамо» М), тренери — В'ячеслав Биков («Салават Юлаєв») і Ігор Захаркін («Салават Юлаєв»).
«Команда Ягра»:
воротарі — Каррі Рямьо, Майкл Гарнетт;
захисники — Сандіс Озоліньш, Кевін Даллмен, Лассе Кукконен, Карел Рахунек, Джефф Платт, Мартін Штрбак:
нападники — Маттіас Вейнгандль, Марцел Госса, Бранко Радівоєвич, Йозеф Штумпел, Кріс Саймон, Вілле Пелтонен, Їржі Гудлер, Патрік Торесен, Йозеф Вашичек, Яромір Ягр (капітан).
Головний тренер — Баррі Сміт (СКА), тренери — Карі Хейккіля («Локомотив») і Мілош Ржига («Спартак»)

## Плей-оф Західної конференції
|  | Чвертьфінали | Чвертьфінали | Чвертьфінали |             |          | Півфінали  | Півфінали | Півфінали |  |  | Фінал | Фінал  | Фінал |
|  |              |              |              |             |          |            |           |           |  |  |       |        |       |
|  | 1            | СКА          | 1            |             |          |            |           |           |  |  |       |        |       |
|  | 8            | «Динамо» Р   | 3            |             |          |            |           |           |  |  |       |        |       |
|  | 8            | «Динамо» Р   | 3            |             | 8        | «Динамо» Р | 1         |           |  |  |       |        |       |
|  |              |              |              |             | 8        | «Динамо» Р | 1         |           |  |  |       |        |       |
|  |              | 2            | ХК МВД       | 4           |          |            |           |           |  |  |       |        |       |
|  | 2            | 2            | ХК МВД       | 4           | ХК МВД   | 3          |           |           |  |  |       |        |       |
|  | 2            |              |              |             | ХК МВД   | 3          |           |           |  |  |       |        |       |
|  | 7            | ЦСКА         | 0            |             |          |            |           |           |  |  |       |        |       |
|  |              |              |              |             |          |            |           |           |  |  | 2     | ХК МВД | 4     |
|  |              |              | 5            | «Локомотив» | 3        |            |           |           |  |  |       |        |       |
|  | 3            | «Динамо» М   | 1            |             |          |            |           |           |  |  |       |        |       |
|  | 6            | «Спартак»    | 3            |             |          |            |           |           |  |  |       |        |       |
|  | 6            | «Спартак»    | 3            |             | 6        | «Спартак»  | 2         |           |  |  |       |        |       |
|  |              |              |              |             | 6        | «Спартак»  | 2         |           |  |  |       |        |       |
|  |              | 5            | «Локомотив»  | 4           |          |            |           |           |  |  |       |        |       |
|  | 4            | 5            | «Локомотив»  | 4           | «Атлант» | 1          |           |           |  |  |       |        |       |
|  | 4            |              |              |             | «Атлант» | 1          |           |           |  |  |       |        |       |
|  | 5            | «Локомотив»  | 3            |             |          |            |           |           |  |  |       |        |       |

## Плей-оф Східної конференції
|  | Чвертьфінали | Чвертьфінали    | Чвертьфінали |           |              | Півфінали       | Півфінали | Півфінали |  |  | Фінал | Фінал           | Фінал |
|  |              |                 |              |           |              |                 |           |           |  |  |       |                 |       |
|  | 1            | «Салават Юлаєв» | 3            |           |              |                 |           |           |  |  |       |                 |       |
|  | 8            | «Автомобіліст»  | 1            |           |              |                 |           |           |  |  |       |                 |       |
|  | 8            | «Автомобіліст»  | 1            |           | 1            | «Салават Юлаєв» | 4         |           |  |  |       |                 |       |
|  |              |                 |              |           | 1            | «Салават Юлаєв» | 4         |           |  |  |       |                 |       |
|  |              | 4               | «Нафтохімік» | 2         |              |                 |           |           |  |  |       |                 |       |
|  | 4            | 4               | «Нафтохімік» | 2         | «Нафтохімік» | 3               |           |           |  |  |       |                 |       |
|  | 4            |                 |              |           | «Нафтохімік» | 3               |           |           |  |  |       |                 |       |
|  | 5            | «Авангард»      | 0            |           |              |                 |           |           |  |  |       |                 |       |
|  |              |                 |              |           |              |                 |           |           |  |  | 1     | «Салават Юлаєв» | 2     |
|  |              |                 | 3            | «Ак Барс» | 4            |                 |           |           |  |  |       |                 |       |
|  | 2            | «Металург» Мг   | 3            |           |              |                 |           |           |  |  |       |                 |       |
|  | 7            | «Трактор»       | 1            |           |              |                 |           |           |  |  |       |                 |       |
|  | 7            | «Трактор»       | 1            |           | 2            | «Металург» Мг   | 2         |           |  |  |       |                 |       |
|  |              |                 |              |           | 2            | «Металург» Мг   | 2         |           |  |  |       |                 |       |
|  |              | 3               | «Ак Барс»    | 4         |              |                 |           |           |  |  |       |                 |       |
|  | 3            | 3               | «Ак Барс»    | 4         | «Ак Барс»    | 3               |           |           |  |  |       |                 |       |
|  | 3            |                 |              |           | «Ак Барс»    | 3               |           |           |  |  |       |                 |       |
|  | 6            | «Барис»         | 0            |           |              |                 |           |           |  |  |       |                 |       |

## Фінал кубка Гагаріна
| 15 квітня 2010 |

| ХК МВД                                    | 2 : 3 | «Ак Барс»                                                   |
| ----------------------------------------- | ----- | ----------------------------------------------------------- |
| Олексій Угаров 26:51 Павло Траханов 33:00 | звіт  | 29:45 Олексій Ємелін 38:51 Ніко Капанен 44:05 Дмитро Обухов |

| «Балашиха-Арена» Глядачів: 6 000 Арбітр: О. Раводін, К. Оленін |

Рахунок у серії: 1 — 0 на користь «Ак Барсу»
| 16 квітня 2010 |

| ХК МВД              | 1 : 4 | «Ак Барс»                                                                        |
| ------------------- | ----- | -------------------------------------------------------------------------------- |
| Мартін Штрбак 45:19 | звіт  | 21:18 Григорій Панін 35:27 Дмитро Обухов 41:00 Яркко Іммонен 59:44 Дмитро Обухов |

| «Балашиха-Арена» Глядачів: 6 000 Арбітр: О. Горський, С. Кулаков |

Рахунок у серії: 2 — 0 на користь «Ак Барсу»
| 19 квітня 2010 |

| «Ак Барс»                                  | 2 : 3 | ХК МВД                                                            |
| ------------------------------------------ | ----- | ----------------------------------------------------------------- |
| Олексій Ємелін 13:01 Степан Захарчук 57:23 | звіт  | 06:26 Олексій Угаров 49:26 Максим Веліков 53:18 Олексій Тертишний |

| «Татнафта-Арена» Глядачів: 7 600 Арбітр: А. Захаров, В. Буланов |

Рахунок у серії: 2 — 1 на користь «Ак Барсу»
| 20 квітня 2010 |

| «Ак Барс»             | 1 : 2 | ХК МВД                                   |
| --------------------- | ----- | ---------------------------------------- |
| Роман Кукумберг 32:02 | звіт  | 22:18 Євген Федоров 45:53 Юрій Добришкін |

| «Татнафта-Арена» Глядачів: 7 000 Арбітр: О. Раводін, К. Оленін |

Рахунок у серії: нічия 2 — 2
| 23 квітня 2010 |

| ХК МВД                                                   | 3 : 2 | «Ак Барс»                                |
| -------------------------------------------------------- | ----- | ---------------------------------------- |
| Філіп Новак 15:22 Денис Кокарев 39:08 Роман Дерлюк 46:07 | звіт  | 21:18 Дмитро Обухов 35:27 Олексій Ємелін |

| «Балашиха-Арена» Глядачів: 6 000 Арбітр: В. Буланов, А. Захаров |

Рахунок у серії: 3 — 2 на користь ХК МВД
| 25 квітня 2010 |

| «Ак Барс» | 7 : 1 | ХК МВД                 |
| --- | ----- | ---------------------- |
| Ніко Капанен 06:36 Григорій Панін 18:19 Яркко Іммонен 22:37 Ілля Нікулін 32:21 Олександр Степанов 34:07 Микита Алексєєв 50:26 Олексій Ємелін 53:32 | звіт  | 57:51 Олександр Шибаєв |

| «Татнафта-Арена» Глядачів: 7 350 Арбітр: В. Буланов, К. Оленін |

Рахунок у серії: нічия 3 — 3
| 27 квітня 2010 |

| ХК МВД | 0 : 2 | «Ак Барс»                                |
| ------ | ----- | ---------------------------------------- |
|        | звіт  | 21:18 Микита Алексєєв 35:16 Ніко Капанен |

| «Балашиха-Арена» Глядачів: 6 200 Арбітр: В. Буланов, А. Захаров |

Рахунок у серії: 4 — 3 на користь «Ак Барсу»
Петрі Веханен зберіг свої ворота «сухими» і допоміг казанському «Ак Барсу» вдруге поспіль здобути кубок Гагаріна.

## Склади фіналістів
«Ак Барс» (Казань):
воротарі — Петрі Веханен, Станіслав Галімов, Мікаель Телльквіст;
захисники — Ілля Нікулін, Андрій Первишин, Євген Медведєв, Григорій Панін, Олексій Ємелін, В'ячеслав Буравчиков, Степан Захарчук, Андрій Мухачов, Василь Токранов, Ігор Щадилов;
нападники — Олексій Морозов, Даніс Заріпов, Яркко Іммонен, Дмитро Казіонов, Ніко Капанен, Янне Песонен, Олексій Терещенко, Дмитро Обухов, Олексій Бадюков, Євген Бодров, Олександр Степанов, Ханнес Хювенен, Михайло Юньков, Микита Алексєєв, Євген Кетов, Роман Кукумберг, Денис Голубєв, Микола Лемтюгов, Кирило Петров.
Тренер — Зінетула Білялетдінов
ХК МВД (Балашиха):
воротарі — Майкл Гарнетт, Олексій Волков;
захисники — Мартін Штрбак, Філіп Новак, Максим Соловйов, Павло Траханов, Олександр Бойков, Роман Дерлюк, Максим Веліков, Андрій Скопінцев, Сергій Дорофєєв, Олександр Тарасов;
нападники — Метт Еллісон, Олексій Цвєтков, Денис Кокарев, Олексій Угаров, Денис Мосальов, Олексій Кудашов, Олексій Тертишний, Костянтин Волков, Юрій Добришкін, Володимир Горбунов, Павло Воробйов, Євген Федоров, Юрій Бабенко, Руслан Зайнуллін, Ігор Мірнов, Геннадій Столяров, Денис Абдуллін, Іван Биков, Олександр Шибаєв.
Тренер — Олег Знарок.

## Найкращі бомбардири плей-оф
| М | Гравець           | Команда         | І  | Г | П  | О  |
| - | ----------------- | --------------- | -- | - | -- | -- |
| 1 | Олександр Радулов | «Салават Юлаєв» | 16 | 8 | 11 | 19 |
| 2 | Ніко Капанен      | «Ак Барс»       | 22 | 8 | 9  | 17 |
| 3 | Олексій Цвєтков   | ХК МВД          | 22 | 5 | 11 | 16 |
| 4 | Олександр Галімов | «Локомотив»     | 16 | 8 | 6  | 14 |
| 5 | Патрік Торесен    | «Салават Юлаєв» | 15 | 5 | 9  | 14 |

## Підсумкова таблиця
| М  | Команда                       |
| -- | ----------------------------- |
|    | «Ак Барс» (Казань)            |
|    | ХК МВД (Балашиха)             |
|    | «Салават Юлаєв» (Уфа)         |
| 4  | «Локомотив» (Ярославль)       |
| 5  | «Металург» (Магнітогорськ)    |
| 6  | «Нафтохімік» (Нижньокамськ)   |
| 7  | «Спартак» (Москва)            |
| 8  | «Динамо» (Рига)               |
| 9  | СКА (Санкт-Петербург)         |
| 10 | «Динамо» (Москва)             |
| 11 | «Атлант» (Митищі)             |
| 12 | «Авангард» (Омськ)            |
| 13 | ЦСКА (Москва)                 |
| 14 | «Барис» (Астана)              |
| 15 | «Трактор» (Челябінськ)        |
| 16 | «Автомобіліст» (Єкатеринбург) |
| 17 | «Торпедо» (Нижній Новгород)   |
| 18 | «Сєвєрсталь» (Череповець)     |
| 19 | «Динамо» (Мінськ)             |
| 20 | «Сибір» (Новосибірськ)        |
| 21 | «Амур» (Хабаровськ)           |
| 22 | «Лада» (Тольятті)             |
| 23 | «Витязь» (Чехов)              |
| 24 | «Металург» (Новокузнецьк)     |